# Хізанейшвілі Отар Давидович
Отар Давидович Хізанейшвілі (груз. ოთარ დავითის ძე ხიზანეიშვილი; нар. 26 вересня 1981, Тбілісі, Грузинська РСР) — грузинський футболіст, захисник.

## Життєпис
Народився 26 вересня 1981 року в Тбілісі, батько — уродженець Москви, мати — грузинка.
Хізанейшвілі розпочав грати в молодіжній команді тбіліського «Динамо». Дебютирований у національній збірній Грузії, коли йому виповнилося 18 років.
У 2000 році виїхав за кордон. У травні 2000 року спробував свої сили в українському «Кривбасі» (Кривий Ріг), але зіграв 4 матчі за другу команду клубу. У 19 років перейшов до московського «Спартака», але не зміг закріпитися в основному складі і через 2 роки «транзитом» через «Ростов» повернувся в Тбілісі, в рідне «Динамо».
Відмінна гра в складі збірної Грузії привернула увагу до Хізанейшвілі Фолькера Фінке, тренера німецького «Фрайбурга», в якому тоді виступали ще 2 грузинських легіонера, Олександр Іашвілі і Леван Цкітішвілі, які й порекомендували переглянути Отара. У складі «Фрайбурга» виступав у Бундеслізі та Другій Бундеслізі. Після цього виступав за «Аугсбург» у Другій Бундеслізі. 9 серпня 2010 перейшов в «Анжі» з Махачкали. У російській Прем'єр-лізі дебютував 22 серпня 2010 року в матчі проти владикавказької «Аланії», вийшовши на заміну Махірові Шукюрова. Після закінчення сезону 2010 року у нього закінчився контракт з «Анжі» й футболіст став вільним агентом й протягом півроку шукав собі місце роботи. 
Влітку 2011 року підписав контракт з казахстанським клубом «Восток». 23 січня 2012 року приєднався до ФК «Олександрія», але незабаром залишив український клуб. Пізніше футболіст повернувся в чемпіонат Грузії.

## Досягнення
- Вища ліга Росії
  -  Чемпіон (2): 2000, 2001

- Ліга Еровнулі
  -  Чемпіон (3): 1999, 2003, 2013

- Кубок Грузії
  -  Володар (3): 2003, 2004, 2013